# Haastkiwi
Der Haastkiwi oder Große Fleckenkiwi (Apteryx maxima) ist eine nachtaktive Kiwiart, deren ursprüngliches Verbreitungsgebiet sich seit der Besiedelung Neuseelands durch europäische Siedler deutlich verkleinert hat und die nur noch in drei kleinen Gebieten im Nordwesten der Südinsel vorkommt. Seinen Namen erhielt er nach dem aus Deutschland stammenden neuseeländischen Naturforscher Julius von Haast. Lange Zeit hatte die Art den wissenschaftlichen Namen Apteryx haastii; da es sich bei den Exemplaren der Typusserie aber um Hybriden zwischen dem Zwergkiwi (Apteryx owenii) und dem Okaritokiwi (Apteryx rowi) handelt, wurde die wissenschaftliche Bezeichnung zu Apteryx maxima geändert.
Die IUCN stuft den Haastkiwi als „gefährdet“ (vulnerable) ein und schätzt den aktuellen Bestand auf 22.000 Individuen.

## Merkmale
Haastkiwis werden 50 bis 60 cm lang. Weibchen werden größer, ihr Schnabel ist länger. Männliche Vögel erreichen ein Gewicht von 1215 bis 2610 g, ihr Schnabel wird 9 bis 10 cm lang. Weibchen wiegen 1530 bis 3270 g, ihr Schnabel erreicht eine Länge von 12,5 bis 13,5 cm. Jungvögel erreichen die Körpergröße ausgewachsener Haastkiwis etwa im Alter von 20 Monaten. Vom Größenunterschied abgesehen besteht kein ausgeprägter Sexualdimorphismus.
Haastkiwis haben ein geschecktes, kastanienfarbenes oder graues Gefieder, das mit helleren Bändern und größeren schwarzen Flecken gemustert ist. Die Beine können dunkler sein, die Krallen sind bei adulten Vögeln weißlich. Jungvögel haben in der Regel hornfarbene Krallen mit einem schwarzen, längs verlaufenden Streifen.
Verwechslungsmöglichkeiten bestehen ausschließlich mit anderen Kiwiarten. Insbesondere das Federkleid des Zwergkiwis ähnelt dem des Haastkiwis. Allerdings ist der Zwergkiwi deutlich kleiner und hat einen schlankeren Schnabel. Jungvögel beider Arten sind jedoch bei Feldbeobachtungen kaum auseinanderzuhalten.

## Verbreitungsgebiet und Lebensraum

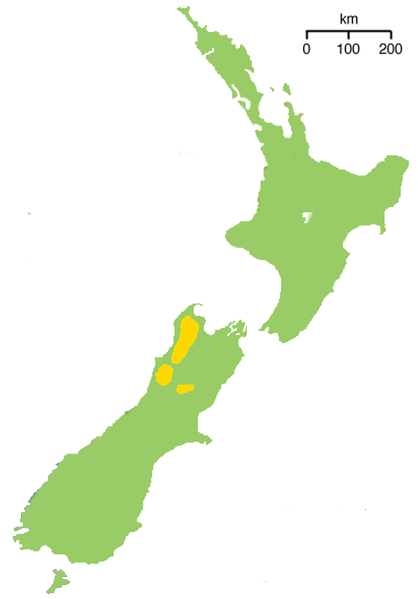
Das Verbreitungsgebiet im Nordwesten der neuseeländischen Südinsel

Der Haastkiwi ist ein Endemit Neuseelands und dort auf die Südinsel beschränkt. Seit der Ankunft europäischer Siedler auf Neuseeland ist das Verbreitungsgebiet kleiner geworden und seitdem fragmentiert. Es gibt heute nur noch drei Populationen, die isoliert voneinander sind. Eine erstreckt sich vom Nordwesten Nelsons bis zum Buller River, eine zweite befindet sich in der Region des Paparoa-Nationalparks und eine dritte im Gebiet des Hurunui Districts. Seit 2004 wird eine vierte Population im Nelson-Lakes-Nationalpark aufgebaut.
Der heutige Lebensraum sind Berggebiete, die parallel zur Küste verlaufen. Die Haastkiwis leben hier als Standvögel in unterschiedlichen Habitaten, darunter Tussock-Graslandschaften, Feuchtgebiete, Buschland, Steineiben- und Scheinbuchenwälder von der Küste bis in Höhen von 1200 Metern. Die höchste Dichte an Haastkiwis ist in feuchten Scheinbuchenwäldern mit einem dichten Unterwuchs an Moosen und Flechten zu finden.

## Ernährung
Haastkiwis ernähren sich vor allem von Regenwürmern und Käferlarven, in den Sommermonaten auch von Grillen und Spinnen. Kommen sie in die Nähe von Flüssen und Bächen, werden auch Flusskrebse gefangen. Bei der Futtersuche bohren sie ihren Schnabel in das Erdreich und ertasten die Beute. Ihre Nahrung suchen sie während des Winters ausschließlich während der Nacht, während des Sommers sind sie in einigen Regionen auch dämmerungsaktiv.

## Fortpflanzung
Haastkiwis gehen überwiegend eine monogame Paarbeziehung ein, die vermutlich Bestand hat, bis einer der beiden Partnervögel stirbt. Bei Weibchen, die im Tiefland siedeln, wird nicht ausgeschlossen, dass sie polyandrisch sind. Ihr Revier überlappt sich mit den Territorien von zwei bis drei Männchen. Generell sind Haastkiwis territoriale Vögel. Die Reviere haben in subalpinen Regionen eine Größe von 12 bis 26 Hektar. Die Territorien werden ganzjährig besetzt. Territoriale Männchen reagieren aggressiv auf die Laute anderer Kiwis in ihrem Revier und laufen auf sie zu. Dabei wird der Kopf hoch gehalten, der Schnabel weist nach unten und die Federn sind aufgeplustert. Auseinandersetzungen zwischen Männchen konnten bislang nicht beobachtet werden, vermutlich treten die Männchen nach einander, wenn sich der Eindringling nicht sofort zurückzieht. Der Fund eines toten Kiwimännchens wird auf eine solche territoriale Auseinandersetzung zurückgeführt.
Haastkiwis brüten von Juli bis November. Sie benutzen meist Erdhöhlen und legen in der Regel nur ein, manchmal auch zwei Eier. Die sehr großen Eier haben die Abmessungen 120–130 mm × 69–85 mm. Im Unterschied zu anderen Kiwiarten brüten beide Elternteile. Das Weibchen brütet in den meisten Fällen während der Nacht. Das Brutgeschäft wird sofort nach der Eiablage aufgenommen, die Eier werden selten unbewacht gelassen. Die Brutdauer ist unbekannt. Die geschlüpften Jungvögel gleichen bereits den Altvögeln, haben aber ein weicheres Gefieder.

## Gefährdung
Die IUCN bezeichnet den Haastkiwi als „gefährdet“ (vulnerable). 1996 wurde die Population auf 22.000 Vögel geschätzt. Die Vögel werden durch vom Menschen eingeführte Fuchskusus (Trichosurus vulpecula), Hunde, Katzen, Schweine und Marder (Hermelin und Frettchen) bedroht und gehen auch in Fallen, die zur Bekämpfung des Fuchskusus ausgebracht werden.